# Preoteasa
Preoteasa – wieś w Rumunii, w okręgu Sălaj, w gminie Valcău de Jos. W 2011 roku liczyła 624 mieszkańców.